# Ceramium

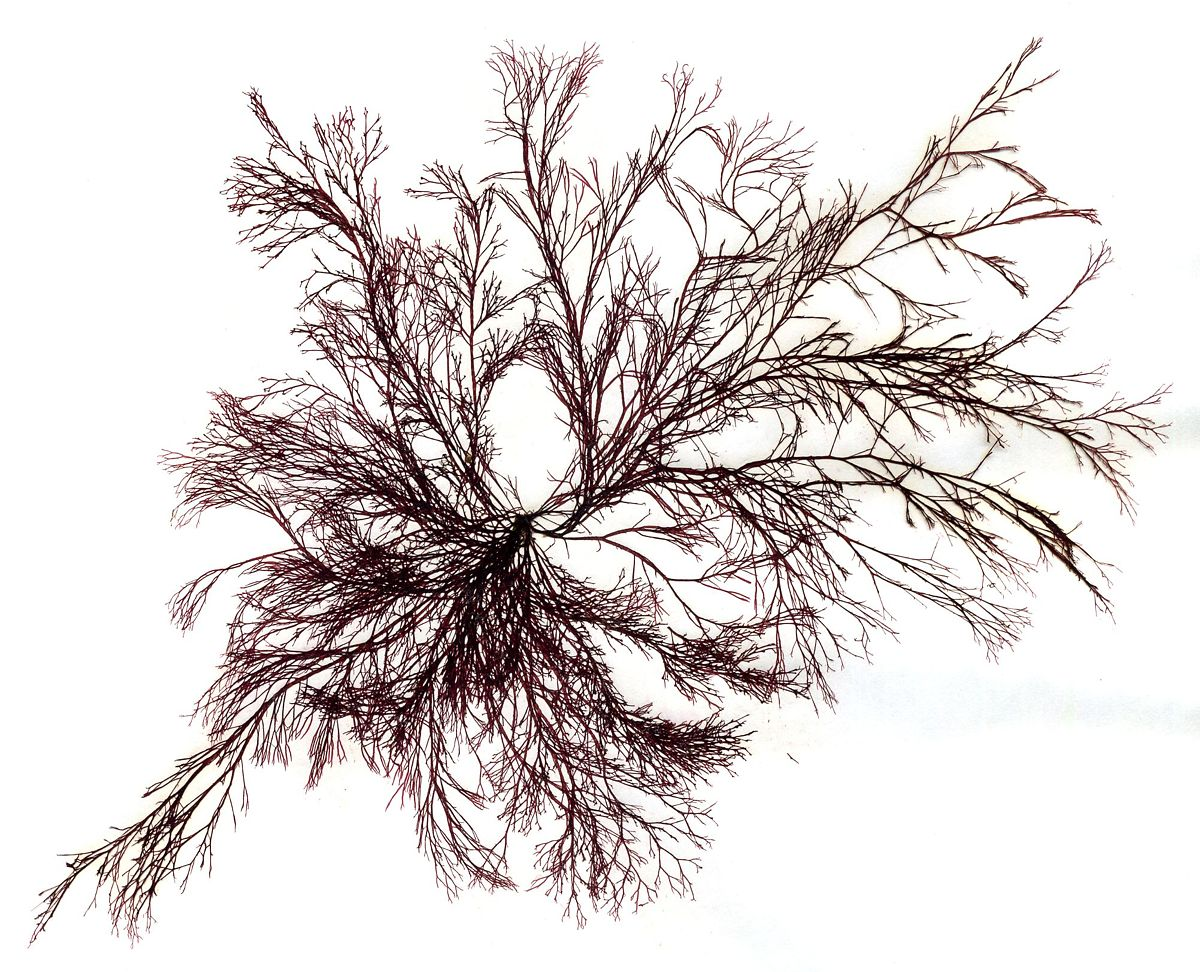
Ceramium virgatum

Ceramium es un género de algas rojas (Rhodophyta) en el que se incluyen al menos 15 especies del Atlántico Norte.
Son especies de pequeño tamaño que casi nunca alcanzan los 30 cm de longitud. Formadas por un eje monosifónico de células rodeadas por otras más pequeñas que forman un cortex. En la mayoría de las especies es un córtex continuo que envuelve al eje, en el resto las células corticales están solo rodeadas en los nudos de las uniones de los ejes. Las especies muestran ramificaciones irregulares y se acompañan de rizoides unicelulares ramificados.
Las especies son dioicas con gametangios y carpogonios. El carpogonio fertilizado se desarrolla creciendo como parásito de la planta femenina. Las tetrasporas se forman en las bandas corticales.
Su distribución es probablemente cosmopolita. Género ampliamente distribuido en el Atlántico noroccidental, Islandia, de Noruega a España, Dinamarca, Países Bajos, Francia, Portugal, Mediterráneo, Azores, archipiélagos canario y de Cabo Verde, así como en Norteamérica, de Terranova a Nueva York, y Australia.